# Vineri 13 - Partea a II-a
Vineri 13 - Partea a II-a (Friday the 13th Part 2) este un film slasher din 1981 regizat de Steve Miner. Rolurile principale sunt interpretate de actorii Adrienne King, Amy Steel și John Furey.

## Distribuție
- Amy Steel – Ginny
- John Furey – Paul Holt
- Adrienne King – Alice
- Steve Daskewisz – Jason Voorhees
  - Warrington Gillette – Jason Voorhees (fără mască)
- Stu Charno – Ted Bowen
- Lauren-Marie Taylor – Vickie Perry
- Marta Kober – Sandra Dier
- Tom McBride – Mark Jarvis
- Bill Randolph – Jeff Dunsberry
- Kirsten Baker – Terry McCarthy
- Russell Todd – Scott Cheney
- Walt Gorney – Crazy Ralph
- Betsy Palmer – Pamela Voorhees
- Jack Marks – Deputy Winslow
- Cliff Cudney – Max